# Ковалёв, Григорий Андреевич
Григорий Андреевич Ковалёв (19 декабря 1899, хутор Солёный, станица Платовская, Сальский округ, Область Войска Донского — пропал без вести 25 мая 1942 года в районе Харькова) — участник Великой Отечественной войны, советский военный деятель, полковник (1939).

## Начальная биография
Григорий Андреевич Ковалёв родился 19 декабря 1899 года на хуторе Солёный станицы Платовская Сальского округа Области Войска Донского ныне Пролетарского района Ростовской области.

## Военная служба

### Гражданская война
В феврале 1918 года вступил в ряды РККА и направлен бойцом-коноводом в отряд С. М. Будённого. С июня того же года служил в 1-м Крестьянском кавалерийском полку, а с ноября — в 23-м кавалерийском полку (4-я кавалерийская дивизия, 1-я Конная армия), а затем ординарцем у С. М. Будённого, а в июле 1920 года был назначен на должность делопроизводителя строевой части штаба 1-й Конной армии. Принимал участие в боевых действиях против войск под командованием А. И. Деникина и П. Н. Краснова, а также в ходе советско-польской войны.
В боях на фронтах Гражданской войны был дважды ранен — под Царицыном и на Польском фронте. В 1923 году был награждён орденом Красного Знамени.

### Межвоенное время
С января 1921 года исполнял должности делопроизводителя штаба 20-го Сальского кавалерийского полка (4-я кавалерийская дивизия), а также адъютанта и помощника адъютанта этого же полка.
В сентябре был направлен на учёбу в дивизионную школу младшего комсостава 4-й кавалерийской дивизии, по окончании которой с июля 1922 года исполнял должности командира взвода, помощника командира и командира эскадрона, начальника школы младшего комсостава в 20-м кавалерийском полку.
С октября 1923 по июль 1924 года обучался на окружных повторных кавалерийских курсах Ленинградского военного округа, а с октября 1926 по август 1927 года — на кавалерийских курсах усовершенствования командного состава в Новочеркасске.
В ноябре 1929 года был назначен на должность командира эскадрона 23-го кавалерийского полка (4-я кавалерийская дивизия, Ленинградский военный округ), а с ноября 1930 года исполнял должность помощника начальника 1-й части штаба дивизии.
В октябре 1931 года был направлен на учёбу в Военную академию имени М. В. Фрунзе, по окончании которой с февраля 1936 года состоял в распоряжении Разведывательного управления РККА, а затем был отправлен в служебную командировку в Монголию в качестве военного инструктора. После возвращения из командировки с июня 1939 года состоял в распоряжении Управления по командному и начальствующему составу РККА и в октябре был назначен на должность помощника командира 32-й кавалерийской дивизии (Киевский военный округ). С того же года – полковник.
В октябре 1940 года был направлен на учёбу на оперативный факультет Военной академии командного и штурманского состава ВВС РККА, по окончании которого в мае 1941 года был назначен на должность командира 3-й воздушно-десантной бригады (2-й воздушно-десантный корпус, Харьковский военный округ).

### Великая Отечественная война
С началом войны, командуя бригадой, принимал участие в боях на Юго-Западном фронте. С октября 1941 года находился в оперативной группе под командованием главнокомандующего Юго-Западным направлением С. К. Тимошенко.
В ноябре 1941 года назначен на должность командира 32-й кавалерийской дивизии резерва Юго-Западного фронта, вскоре включённой в состав 5-го кавалерийского корпуса, преобразованного вскоре в 3-й гвардейский и входившего в состав оперативной группы под командованием генерал-лейтенанта Ф. Я. Костенко.
10 марта 1942 года назначен на должность командира 2-го кавалерийского корпуса. В апреле 1942 корпус был включён в состав кавалерийской группы под командованием генерал-лейтенанта Ф. В. Камкова, и выведен в резерв Южного фронта. Вскоре корпус под командованием Ковалёва участвовал в ходе Харьковского сражения. После прорыва обороны на южном фасе Барвенковского выступа противником корпус Ковалёва вместе с 5-м кавалерийским корпусом И. А. Плиева, действовавшим с востока, был брошен на закрытие прорыва.
В ходе боевых действий корпус попал в окружение, во время выхода из которого полковник Григорий Андреевич Ковалёв 24 мая 1942 года пропал без вести.

## Награды
- Два ордена Красного Знамени (1923, 27.03.1942)
- Юбилейная медаль «XX лет Рабоче-Крестьянской Красной Армии»